# 스웨덴의 총리 목록
이 문서는 역대 스웨덴의 총리를 나열하고 있다.

## 목록
| 대수 | 초상 | 이름 (출생~사망)                      | 정당       | 재임 기간        | 재임 기간        | 날수 |
| ---- | ---- | ------------------------------------- | ---------- | ---------------- | ---------------- | ---- |
| 1    |      | 루이스 게르하르트 드 기어 (1818~1896) | 자유파     | 1876년 3월 20일  | 1880년 4월 19일  | 1491 |
| 2    |      | 아르비드 포스 (1820~1901)             | 농민당     | 1880년 4월 19일  | 1883년 6월 13일  | 1150 |
| 3    |      | 칼 요한 디셀우스 (1811~1891)          | 보수파     | 1883년 6월 13일  | 1884년 5월 16일  | 338  |
| 4    |      | 오스카 로버트 뎀프탠더 (1844~1897)    | 자유파     | 1884년 5월 16일  | 1888년 2월 6일   | 1361 |
| 5    |      | 길리스 빌트 (1844~1897)               | 무소속     | 1888년 2월 6일   | 1889년 10월 12일 | 614  |
| 6    |      | 구스타프 아커힐름 (1833~1900)         | 보호다수당 | 1889년 10월 12일 | 1891년 7월 10일  | 636  |
| 7    |      | 에릭 구스타프 보스퇴름 (1842~1907)    | 농민당     | 1891년 7월 10일  | 1900년 9월 12일  | 3351 |
| 8    |      | 프레드리크 본 오터 (1833~1910)        | 무소속     | 1900년 9월 12일  | 1902년 7월 5일   | 661  |
| 7    |      | 에릭 구스타프 보스퇴름 (1842~1907)    | 농민당     | 1902년 7월 5일   | 1905년 4월 13일  | 1013 |
| 9    |      | 요한 램스티트 (1852~1935)             | 무소속     | 1905년 4월 13일  | 1905년 8월 2일   | 111  |

## 같이 보기
- 스웨덴의 총리